# Lukáš Měchura
Lukáš Měchura (17 de febrero de 1987) es un deportista checo que compite en ciclismo de montaña en la disciplina de campo a través para cuatro. Ganó una medalla de bronce en el Campeonato Europeo de Ciclismo de Montaña de 2012.

## Palmarés internacional
| Campeonato Europeo | Campeonato Europeo       | Campeonato Europeo | Campeonato Europeo    |
| Año                | Lugar                    | Medalla            | Competición           |
| ------------------ | ------------------------ | ------------------ | --------------------- |
| 2012               | Szczawno-Zdrój (Polonia) | Medalla de bronce  | Campo a través para 4 |